# Блайен-Геншмар
Блайен-Геншмар (нем. Bleyen-Genschmar) — община в Германии, в земле Бранденбург.
Входит в состав района Меркиш-Одерланд. Подчиняется управлению Гольцов.  Население составляет 487 человек (на 31 декабря 2010 года). Занимает площадь 29,73 км².
Коммуна подразделяется на 2 сельских округа.
| Год  | Население |
| ---- | --------- |
| 2005 | 558       |
| 2010 | 499       |